# Mira Lobe
 (février 2020).
Si vous disposez d'ouvrages ou d'articles de référence ou si vous connaissez des sites web de qualité traitant du thème abordé ici, merci de compléter l'article en donnant les références utiles à sa vérifiabilité et en les liant à la section « Notes et références ».
Mira Lobe (hébreu : מירה לובה, née Hilde Mirjam Rosenthal le 17 septembre 1913 à Görlitz en Allemagne (Silésie) et décédée le 6 février 1995 à Vienne en Autriche) est une écrivaine autrichienne prolifique ayant écrit plus de 100 livres pour enfants.
Certains de ces livres furent traduits en français et dans d'autres langues comme Es ging ein Schneemann durch das Land qui deviendra C'est loin la Norvège, demande le bonhomme de neige ? en français. La série télévisée Children's Island (1984) fut basée sur une de ses nouvelles.

## Biographie
Après l'école, Mira Lobe désire poursuivre des études d'histoire de l'art, de langues germaniques et de littérature mais parce qu'elle est juive, Lobe n'y est pas autorisé dans un pays (l'Allemagne) qui voit la montée de l'antisémitisme et l'arrivée au pouvoir du parti nazi. A la place, elle intègre une école de mode à Berlin, rejoignant par la même un groupe de jeunesse sioniste et étudie l'hébreu.
En 1936, elle émigre en Palestine mandataire où elle épouse en 1940 l'acteur et directeur Dietrich Lobe. Le couple à deux enfants. Son premier livre Insu-Pu est publié en 1948 à Tel Aviv. Il raconte l'histoire de onze enfants en route vers Terrania, où règne la paix. Ils se perdent sur une île déserte et y fondent un eldorado.
En 1951, elle déménage à Vienne avec son mari. Là, elle publie ses livres dans une maison d'édition communiste puis socialiste. En 1957, elle déménage à Berlin Est. En 1958, elle reçoit le prix autrichien pour les livres d'enfants pour son livre Titi im Urwald.

## Prix et distinctions
- 1958 : Prix autrichien pour les livres d'enfants, pour Titi im Urwald
- 1964 : (international) « Runner-Up List »[2], par l' IBBY, pour Hannes und sein Bumpa
- 1970 : (international) « Honor List »[2], de l' IBBY, pour Das blaue Känguruh